# S Canum Venaticorum
S Canum Venaticorum är en orange jättestjärna i stjärnbilden Jakthundarna. Den misstänktes vara variabel och blev den andra stjärnan i stjärnbilden som fick en variabeldesignation åsatt. Noggrannare mätningar har kunnat fastslå att den inte är variabel. Stjärnan är av visuell magnitud +9,75 och kräver därmed teleskop för att studeras.